# Tour de Barents
Tour de Barents – obecnie w stanie projektu wyścig biegów narciarskich stworzony przez norweskiego biegacza narciarskiego Vegarda Ulvanga. Formuła zawodów ma być podobna jak Tour de Ski z tym, że rozgrywana będzie w okolicach koła podbiegunowego. Pierwsza edycja zapowiadana była na wiosnę roku 2009, jednak nie odbyła się z powodu problemów finansowych.
Po raz pierwszy odbyły się w dniach od 6 kwietnia do 10 kwietnia 2011 roku, na terenie Norwegii i Finlandii.